# 亚尔马里·赫兰德
亚尔马里·赫兰德（芬蘭語：Jalmari Helander，1976年7月21日—），芬兰編劇及電影導演。他导演的知名电影有《Rare Exports: A Christmas Tale》（2010年）、《總統遊戲》（2014年）及《西苏》（2022年）。之前他也曾导演过几部短片及电视广告。
赫兰德的姐夫为约尔马·汤米拉，其外甥即约尔马·汤米拉之子为盎尼·汤米拉。两人均在赫兰德的电影中出演过。